# Hexatoma neopaenulata
Hexatoma neopaenulata är en tvåvingeart som beskrevs av Alexander 1957. Hexatoma neopaenulata ingår i släktet Hexatoma och familjen småharkrankar.
Artens utbredningsområde är Sri Lanka. Inga underarter finns listade i Catalogue of Life.